# سمير فرنجية
سمير حميد فرنجية (12 أبريل 1945 - 11 أبريل 2017)، سياسي لبناني وعضو سابق في المجلس النيابي ومفكر يساري.
خاض فرنجية غمار الانتخابات النيابية 3 مرات، فترشَّح عامي 1996  وفي عام 2000 خاض الانتخابات النيابية عن المقعد الماروني في دائرة شمال لبنان الثانية لكنه هُزِم أمام جان عبيد. بعام 2001 شارك بتأسيس لقاء قرنة شهوان المناهض للوجود السوري، والذي أصبح لاحقا جزءا من تحالف 14 آذار. فاز في الانتخابات النيابية لسنة 2005 بأحد المقاعد المارونية الثلاثة لدائرة زغرتا، ولم يترشح لانتخابات عام 2009. وكان يعد من أكبر المنافسين لسليمان فرنجيّة نجل ابن عمه طوني فرنجيّة الذي ينتمي لتحالف 8 آذار. توفي يوم 11 أبريل 2017 في مستشفى «أوتيل ديو» ببيروت بعد صراعٍ مع مرض عضال.

## النشأة
ولد فرنجية في زغرتا في 12 نيسان 1945. وينحدر من عائلة سياسية عريقة هي عائلة فرنجية. هو نجل حميد فرنجية الزعيم السياسي الراحل وأحد قادة استقلال لبنان ولمياء ميشيل. حميد فرنجية هو الأخ الأكبر لسليمان فرنجية، رئيس لبنان بين عامي 1970-1976. لذلك فإن سليمان طوني فرنجية حفيد عم سمير فرنجية.
تلقى سمير فرنجية تعليمه في المدرسة اليسوعية ثم تخصص في الفلسفة في جامعة القديس يوسف. أكمل فرنجية تعليمه في باريس بعد طرده من المدرسة اليسوعية بسبب الشغب.

## مسيرته
كان فرنجية صحفيا بارزا. في عهد الرئيس إميل لحود، كان من قادة المعارضة الذين حاولوا تحدي الحلفاء المقربين من الرئيس. وكان على رأس المجموعة المعارضة مع رفيق الحريري ووليد جنبلاط. كان فرنجية حليفاً سياسياً لجنبلاط. كما ساهم فرنجية مع رفيق الحريري في وضع اتفاق الطائف الذي أنهى سنوات الحرب الأهلية اللبنانية، وهو الاتفاق الذي أقر عام 1989.
وكثيرا ما كان سمير فرنجية يدعو إلى الحوار في عز الحرب الأهلية اللبنانية، حتى صار يوصف برجل الحوار، وأسس مع مثقفين آخرين المؤتمر الدائم للحوار اللبناني في العام 1993 لتحقيق هذه الغاية.
وتعود معاداة فرنجية للنظام السوري إلى واقعة اغتيال مؤسس «الحزب التقدمي الاشتراكي»، كمال جنبلاط، التي يُتهم النظام السوري بتنفيذها.
عرف فرنجية بلقب «السيد لبنان» و«البيك الأحمر» لجمعه بين النسب الأرستقراطي والتوجه الشيوعي، وقد التحق فرنجية في أواخر عقد الستينيات بالحزب الشيوعي اللبناني، ولكنه لم يستمر سوى لعام واحد فقط. وقيل أن انتماء فرنجية إلى اليسار اللبناني «لم يكن إنكارًا لعائلته بل هو استمرار لنهج والده حميد فرنجية المدافع عن حق المواطن بالتعليم والصحة وبالحياة الكريمة».
كان فرنجية أحد مؤسسي لقاء قرنة شهوان، والذي سمي على اسم قرية قرنة شهوان التي انعقد فيها أول اجتماع للمجموعة المعارضة يوم التمديد للرئيس إميل لحود. بالإضافة إلى ذلك، كان جزءًا من تحالف 14 آذار وعضواً في أمانته العامة. وهو مؤلف «بيان بيروت» الذي نُشر في صحيفة لو موند في 22 حزيران / يونيو 2004. وتحدى البيان، الذي وقعه مثقفون لبنانيون وشخصيات عامة بارزة، هيمنة سوريا على لبنان.
في الانتخابات العامة 2005 أصبح نائباً عن دائرة زغرتا. لكن في الانتخابات العامة لعام 2009، لم يُدرج فرنجية في قائمة تحالف 14 آذار الانتخابية.

## وفاته والإرث
توفي في 11 نيسان / أبريل 2017 في مستشفى أوتيل ديو في بيروت قبل عيد ميلاده بيوم.
صدر في عام 2019 كتاب «زمن سمير فرنجية...سيرة» بقلم محمد حسين شمس الدين، بدعوة من مؤسسة سمير فرنجية وجامعة القديس يوسف ودار نشر الشرق بالجامعة.

## منشوراته
- بعد الربيع: ريكاردو كريستيانو يحاور سمير فرنجية منظّر الانتفاضة اللبنانية (بالإيطالية)، مسينة، 2012.[26]
- كتاب «رحلة إلى أقاصي العنف» الذي صدر عام 2011.[17][27] (بالفرنسية وترجم للعربية)
- الدولة والحرب الدينية: لبنان وحزب الله والمسألة الشيعية، 2005.[28] (بالفرنسية)
- دعوة للحوار لتجديد العقد الاجتماعي بين اللبنانيين، 2006. (بالفرنسية)[29]
- درس الحروب اللبنانية للعلاقات بين الشرق والغرب، 2004. (بالفرنسية)[30][31]
- من العراق إلى لبنان ربيع هش، 2005. (بالفرنسية)[32]
- ساهم بفصل في كتاب «خيارات من أجل لبنان»، 2004. (بالإنجليزية)[33]

## وصلات خارجية
- سمير فرنجية في موقع Ehden Family Tree

صفحة عن نشاطات سمير فرنجية في موقع رسالة بيروت